# Pink and White Productions
Pink and White Productions est une société américaine de production de films pornographiques fondée par Shine Louise Houston, située à San Francisco en Californie, qui se concentre sur des vidéos internet et des DVD mettant en vedette la sexualité féminine, queer show movie et lesbienne. Les films produits visent une clientèle féminine.